# Münchner Volkssänger-Bühne
Die Münchner Volkssänger-Bühne e. V. (kurz: MVB) ist ein Theater in München. Es spielt hauptsächlich neuinszenierte Klassiker in bairischer Mundart und fühlt sich der Erhaltung der Tradition der Münchner Volkssänger verpflichtet.

## Geschichtliche Entwicklung

### Idee, Gründung und erste Erfolge
Anfang der 1960er Jahre sorgte sich der Gründer des Valentin-Musäums, Hannes König, um den Fortbestand der bairischen Sprache. Der drohenden kulturellen Verarmung wollte er durch die Gründung einer „Bayrischen Volksbühne“ begegnen. Während einer Valentin-Ausstellung auf der Auer Dult wurde die Idee eines neuen Volkssänger-Theaters geboren. Die Idee inspirierte Hannes König und die Autorengruppe der Turmschreiber, die im Isartorturm beheimatet waren. Theaterbesessene Freunde waren schnell gefunden, die Münchner Volkssänger-Bühne wurde gegründet.
Mit dabei waren Lola Ammerlander, Georg (Schorsch) Blädel (Sohn des bekannten Hans Blädel von den „d’Krähwinklern“, bekannt aus dem Königlich Bayerischen Amtsgericht und ein genialer Karl-Valentin-Darsteller), Sepp Rankl, Thomas Herrmann, Gustl Ehm (Star der „Donnersberger Bierhallen“), Seffi Braun (die berühmte deutsche Meister-Jodlerin) und Wiggerl Schneider Senior (der Zitherkönig) – alles alte Volkssänger mit einer langen Tradition, deren Eltern und zum Teil schon Großeltern auf den Wirtshausbrettern gestanden hatten. Sie brachten ihre alten Sketche, Couplets und Stücke ein. Hannes König bemühte sich, eine geeignete Gaststätte zu finden, die die Bedingungen einer Volkssänger-Bühne erfüllte. Sie durfte nicht allzu weit von den Wohnvierteln entfernt sein und musste eine kleine erhöhte Bühne sowie Umkleideräume haben. Auch sollte sie schon möglichst früher Volkssänger beherbergt haben. Der Franziskaner-Keller an der Hochstraße erfüllte all diese Bedingungen. Im November 1961 konnte mit dem Stück „Glück und Ende des Matthias Klostermayr – vulgo Boarischer Hiasl“ eine neue Ära des Volkssänger-Theaters gestartet werden. Hanns Vogel und Hannes König führten Regie und bescherten der Bühne großen Erfolg.

### Spielstätte im „Apollo“
Dem Ensemble war im Franziskaner-Keller kein langer Aufenthalt beschieden. Wegen baulicher Veränderungen musste es ausziehen und fand eine neue Bleibe im „Apollo“, einer alten „Volkssänger-Hochburg“ an der Dachauer Straße. Alles was Rang und Namen hatte in der Volkssängerzunft war hier schon auf den Brettern gestanden und so hatte das „Münchner Volkssänger-Theater“ einen respektablen Nährboden, auf dem es sich erfolgreich entwickeln konnte.
Hannes König arbeitete das bereits bekannte Thema des „Schmieds von Kochel“ für sein Ensemble um in „Der Jägerwirt, ein bayerischer Totentanz um 1705, die Mordweihnacht von Sendling“. Mit großem Erfolg die Eröffnung der neuen Spielsaison der Volkssängerbühne im „Apollo“ gestartet. Aber auch hier fanden sie keine feste Bleibe. Reibereien mit dem Wirt wegen des zu hohen Stromverbrauches, des zu niedrigen Umsatzes – es war üblich, dass das Publikum während des Spiels aß und trank – und nicht zuletzt wegen notwendiger Umbauten zwangen Hannes König abermals, für seine Leute eine neue Unterkunft zu suchen.

### Spielstätte in der Max-Emanuel-Brauerei
Diesmal hatte das Ensemble unter der Vorstandschaft von Rudi Scheibengraber, Manfred Bosch, Helmut Esterl und Ernst Roscher Glück. Die Max-Emanuel-Brauerei in der Maxvorstadt an der Adalbertstraße, ebenfalls ein altbewährtes Volkssänger-Etablissement, nahm die Truppe auf und dort konnte sie für mehrere Jahrzehnte bleiben. Schon Liesl Karlstadt war mit dem bedeutenden „Gum-Kaufmann-Ensemble“ dort mit „Kabale und Liebe“ zu Gast gewesen.
Die kleine Bühne reichte aus, die „Kameliendame“ sterben und mit der Tragödie „Der Müller und sein Kind“ die Münchner Jahr für Jahr erschauern zu lassen.

#### Das Stück „Der Müller und sein Kind“

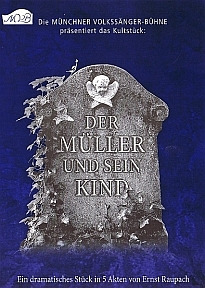
Plakat der MVB zu „Der Müller und sein Kind“

Dieses Stück, ehedem alljährlich an Allerheiligen und Allerseelen als Volkstrauerspiel aufgeführt, erlebte durch die Anregung des Schriftstellers Ernst Hoferichter seine Auferstehung im Jahr 1965. Hoferichter versprach, eine Bronzebüste von König Ludwig II zu stiften, falls es gelänge, das Theaterstück „Der Müller und sein Kind“ zur Aufführung zu bringen. Er erzählte, dass Karl Valentin dieses Stück jedes Jahr, oft zweimal an einem Tag besuchte (eine der üblichen Nachmittagsvorstellungen und dann die Abendaufführung einer Komikerbühne in Haidhausen in der „Stadt Orleans“), „weil ma do so schee woana kon“. Die Volkssängerbühne spielte dieses Traditionsstück von Ernst Raupach über 40 Jahre immer an Allerheiligen. Ernst Raupach, ein Zeitgenosse Goethes und Schillers, schrieb 130 Stücke, die zu seiner Zeit an den preußischen Hofbühnen aufgeführt wurden. Nur „Der Müller und sein Kind“ konnte dem Vergessen entrissen werden. Egon Friedell sagt zu Raupachs „Müller“, der oft als Kitsch abgetan wird: „Nur deutscher Professorenhochmut kann dieses Stück, das seit 100 Jahren Parkett und Galerie gleichermaßen rührt, ablehnen!“
Das Stück wurde von Hannes König auf den zeitgenössischen Theatergeschmack zugeschnitten und gekürzt sowie mit einer Blaskapelle, Chorälen und empfindsamen Weisen verschönt.

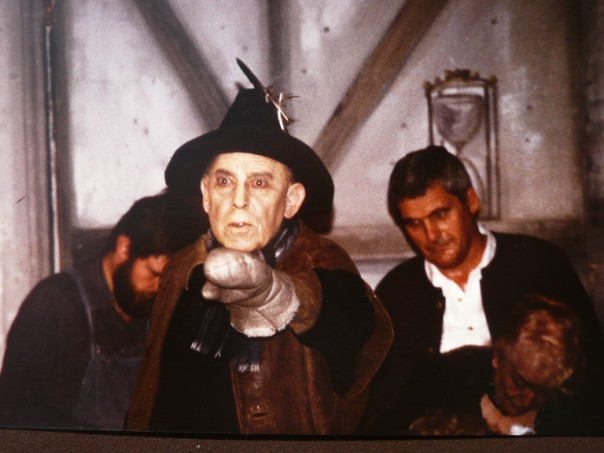
Franz Baumgartner

Ein Star dieser Inszenierung war Franz Baumgartner, der für die Rolle des Totengräbers Jon 1984 und 1995 die silberne tz-Rose verliehen bekam.

#### Gründung des eingetragenen Vereins
Zu dieser Zeit war die Truppe auf ca. 25 Leute angewachsen und man überlegte, ob es nicht zweckmäßig wäre, einen eingetragenen Verein mit Satzung zu gründen. Der Name „Münchner Volkssänger-Bühne e. V.“ war schnell gefunden und Rudi Scheibengraber, ein Münchner Original, der sich auch durch den Kampf gegen betrügerischen Bierausschank (Mitbegründer des 1970 wieder neu ins Leben gerufenen „Verein gegen betrügerisches Einschenken“) in ganz Bayern einen Namen machte, war der Vorstand des neu gegründeten Vereins. Neben den vielen rechtlichen Vorteilen, die ein eingetragener Verein hat, stärkte er das Zusammengehörigkeitsgefühl der Mitspieler.

#### Weitere Erfolge und gehobene Ansprüche
Das volkstümliche Wildererdrama „Jennerwein“ folgte als nächstes Stück nach der Vereinsgründung. Der Autor Hannes König untersuchte die geschichtlichen Hintergründe, die zu jener einmaligen Popularität des Falles „Jennerwein“ führten. Für ihn war es wichtig, die politischen Hintergründe der Zeit mit Witz, politischem Sachverstand und eigener sozialkritischer Einstellung – eingebaut in ländlich bäuerliches Milieu – aufzuzeigen.
Das Publikum war damals wie heute ein Querschnitt durch die Münchner Gesellschaft. Gute Beziehungen pflegte Hannes König zu den Intendanten der städtischen und staatlichen Bühnen Münchens, zu Literaten und den öffentlichen Medien.

#### Wiederaufführung des Bauern-Hamlet
Ein altes Textbuch von 1854 des Seebrucker Bauerntheaters im Chiemgau gab der Münchner Volkssänger-Bühne die Anregung, das Stück „Der wahnsinnige Prinz von Dänemark oder der bestrafte Brudermord“ zur Aufführung zu bringen. Das als „klassisch“ gestempelte Stück von Shakespeare erwies sich als großartiges Volksstück. Spielbar und von einem Personenkreis abgenommen, der nie in ein Staats- oder Stadttheater ginge, um Shakespeare zu sehen. Eine Attraktion war, dass die Hauptrolle mit einer Frau besetzt wurde. Besonders neu war das nicht, spielten doch schon Klara Ziegler, Sarah Bernhardt, und Asta Nielsen vor vielen Jahren diese begehrte Hosenrolle, was einen bösen Kritiker seinerzeit zu schreiben veranlasste: „Die Damen sich jetzt Rosen holen, sie tun das mittels Hosenrollen!“
Nach der Premiere des „Wahnsinnigen Prinz Hamlet“ sagte Intendant August Everding anschließend frei nach Goethe zu Hannes König: „Um drei Dinge beneide ich Sie – um die Wahl Ihrer Stücke, um Ihr Publikum und um die Begeisterung Ihrer Akteure!“
Die Stücke der MVB brachten das Leben von bayerischen Volkshelden auf die Bühne und das Publikum erfuhr viele Geschichten, die es so nicht in den Geschichtsbüchern zu lesen gab.

#### Das Märchen vom Märchenkönig und weitere populäre Stücke
Besonderen Erfolg errang die Volkssängerbühne mit dem Stück Das Märchen vom Märchenkönig Ludwig II. Dieses Stück war auf Dokumente aufgebaut, die der landläufigen Vorstellung vom tragischen Untergang des Bayernkönigs zuwiderliefen. Demnach riss sich der König von Bernhard von Gudden los, um zu entfliehen, doch aus einem nahen Gebüsch werden tödliche Schüsse auf den König abgefeuert. Gudden begeht daraufhin Selbstmord.
Nach Spielschluss gab es erregte Diskussionen im Publikum. Eine Beschwerde des Hauses Wittelsbach und der Nachkommen von Gudden „adelte“ diese Sichtweise auf das Geschehen, und Zustimmung von der Familie des Ersten königlichen Adjutanten Türkheim vermittelte das Gefühl, der Wahrheit nahegekommen zu sein.

### Erneute Wechsel der Spielstätte und Generationswechsel
Nach 35 Jahren ununterbrochenen Schaffens in der Max-Emanuel-Brauerei musste die MVB das Lokal wechseln. Dank des großen Einsatzes des damaligen Vorstandes Roland Roder, fand die MVB im Jahr 2000 im Hofbräukeller eine neue Bleibe. Allerdings fiel auch hier nach 5 Jahren der letzte Vorhang, da der Saal ausgebaut wurde und damit die Bühne weichen musste.
Bayrischer Wesensart entsprechend vollzog sich ganz gemächlich in den letzten Jahren ein Generationenwechsel, nach wie vor abgefedert durch die Altvordern. Christian Brantl übernahm für 5 Jahre den Vorsitz und vermittelte der Bühne ihre neue Bleibe in Gut Nederling.
Anschließend wurde er von Roland Beier, der zuvor schon die künstlerische Leitung innehatte und der Bühne ein neues Erscheinungsbild verlieh, abgelöst. Die Verwaltung der Finanzen verblieb in den über Jahrzehnte bestens bewährten Händen der Familie Esterl.
Zum 40-jährigen Bestehen widmete das Valentin-Musäum der MVB eine Ausstellung.
Nachdem das Theater Gut Nederling 2016 endgültig seine Pforten geschlossen hat, musste die MVB nach 10 Jahren eine neue Bleibe suchen. Diese fand sie nunmehr im Kleinen Theater Haar.

## Repertoire

### „Klassiker“ auf Bairisch
Eine Spezialität der Münchner Volkssänger-Bühne sind Klassiker auf Bairisch wie der schon erwähnte Hamlet, der wahnsinnige Prinz von Denemarkt nach Shakespeare, Da Hoderlumpensparifankerl (Lumpazivagabundus) nach Nestroy, Die Räuber frei nach Schiller, Figaros Hochzeit, Die Dreizehnerloper, ein Spiegelbild des Münchner Gschwerls von Fritz Heider nach Bert Brechts Dreigroschenoper, Drama Dama nach Karl Meisl, Der widerspenstigen bayerischen Zähmung nach Shakespeare von Herbert Rosendorfer, 2009 Orpheus und andere gschlamperte Verhältnisse nach Hector Crémieux, Musik nach Jacques Offenbach und zuletzt Die Jedermann, von Roland Beier nach dem bekannten Mysterienspiel.

### Gespielte Stücke
(Quelle: )
- 1961  Die Raubritter vor München
- 1962  Der Bayrische Hiasl
- 1963  Der Schmied von Kochel
- 1964 – 1. November 1965–2004: Der Müller und sein Kind, alljährlich gespielt
- 1966  Der Wildschütz Jennerwein
- 1967  Die Raubritter vor München
- 1968–1969 Ludwig II – Das Märchen vom Märchenkönig
- 1970  Hamlet oder der wahnsinnige Prinz von Denemarkt
- 1971  Hamlet – Gastspiel in Wien
- 1972  Der Wildschütz Jennerwein
- 1973  Der Bayrische Hiasl
- 1974  s’Haberfeldtreiben
- 1975  Die Raubritter vor München
- 1976  Der oide Graf von Schroffenstein
- 1977/78   Der Wildschütz Jennerwein
- 1978  Hamlet oder der wahnsinnige Prinz von Denemarkt
- 1979/80   Der Müller und sein scheintotes Kind
- 1980      Ludwig II – Das Märchen vom Märchenkönig
- 1981/82   Da Faust in Schliersee
- 1983      Die Raubritter vor München
- 1984      Der Schmied von Kochel
- 1985      Lumpazivagabundus
- 1986      Die Räuber
- 1987      D’Pharisäa
- 1988/89   Der oide Graf von Schroffenstein
- 1990      Der Ring des Bajuwaren
- 1991      Der Wildschütz Jennerwein
- 1992      Die Raubritter vor München
- 1993      Die Dreizehnerloper
- 1994      Da Faust in Schliersee
- 1995      Hamlet oder der wahnsinnige Prinz von Denemarkt
- 1996      Heit geh’n ma zu de Komiker
- 1997      Der Rauberpfaff
- 1998      Kult-Kini Ludwig II
- 1999      Der Widerspenstigen bayerischen Zähmung
- 2000      Der Ring des Bajuwaren
- 2001      Dreizehnerloper
- 2002      Figaros Hochzeit
- 2003      Da Hoderlumpensparifankerl
- 2004      Sei oder ned sei
- 2005      Boarisch guad
- 2006      Da Faust
- 2007      Vui Lärm um Scherm
- 2008      Drama dama
- 2009      Orpheus und andere gschlamperte Verhältnisse
- 2010      Die Jedermann
- 2011      Tristan und sei Oide
- 2012      Und ewig bockt das Weib
- 2013      Manchmal läuft halt blöd
- 2014      Romeo Oh Romeo
- 2015      Boandlkramerblues
- 2016      Sommernachtsalbtraum
- 2017      Macbeth
- 2018      Wa(h)re Männer
- 2019      Ludwig 2.0 reloaded
- 2020      D'Weißwurschtprinzessin
- 2021      Lockdown
- 2022      Dees ewig Spui von Tod & Deife
- 2023      Dämmergötterung
- 2024      Schwabing '69
- 2025      Dreizehnerloper